# I’ll Be There
«I’ll Be There» — песня американской группы Jackson 5. Была выпущена как сингл 28 августа 1970 года. Была первым синглом с их альбома Third Album.
Поднялась на 1 место в США, проведя там 4 недели подряд (с 17 октября по 14 ноября). Для группы Jackson 5 это был четвёртый подряд хит номер в своей стране (после «I Want You Back», «ABC» и «The Love You Save»).
В 2011 году сингл с этой песней в исполнении группы The Jackson 5 (1970 год) был принят в Зал славы премии «Грэмми».
А в 2015 году американский Billboard поместил песню «I’ll Be There» на 3 место в своём списке «Michael Jackson’s Top 50 Billboard Hits».

## Позиции в хит-парадах
Еженедельные чарты:
| Хит-парад (1970—1971)                 | Наив. поз. |
| ------------------------------------- | ---------- |
| Австралия (Go-Set)                    | 34         |
| Германия (GfK Entertainment)          | 45         |
| Нидерланды (Dutch Top 40)             | 16         |
| Ирландия (IRMA)                       | 14         |
| Великобритания (UK Singles Chart)     | 4          |
| США (Billboard Hot 100)               | 1          |
| США (Billboard Adult Contemporary)    | 24         |
| США (Billboard Hot R&B/Hip-Hop Songs) | 1          |
| Хит-парад (2009)                      | Наив. поз. |
| Австрия (Ö3 Austria Top 40)           | 60         |
| Нидерланды (Single Top 100)           | 62         |
| Швейцария (Schweizer Hitparade)       | 73         |
| Великобритания (UK Singles Chart)     | 49         |

Годовые чарты:
| Хит-парад (1970)                 | Позиция |
| -------------------------------- | ------- |
| США (Billboard Hot 100 Singles)  | 7       |
| США (Billboard Soul Singles)     | 1       |
| США (Cashbox Top 100 Chart Hits) | 42      |

### Сертификации
| Регион                                                                      | Сертификация | Продажи   |
| --------------------------------------------------------------------------- | ------------ | --------- |
| Великобритания (BPI)                                                        | Серебряный   | 200 000   |
| США                                                                         | —            | 3,500,000 |
| Данные о продажах + прослушиваниях приведены только на основе сертификации. |              |           |

## Версия Мэрайи Кэри
Американская певица Мэрайя Кэри в последний момент включила «I’ll Be There» в список песен для выступления на шоу MTV Unplugged, после того как ей сообщили, что большинство артистов представляют зрителям как минимум одну кавер-версию на композицию другого исполнителя. «I’ll Be There» стала шестой песней, спетой в рамках телепередачи MTV Unplugged, запись которой состоялась 16 марта 1992 года. Композиция была исполнена в дуэте с американским ритм-энд-блюзовым певцом Треем Лоренсом, который пел партии Джермейна Джексона, а Мэрайя спела строчки Майкла Джексона. Продюсерами кавер-версии и альбома MTV Unplugged являются Мэрайя Кэри и Уолтер Афанасьефф, который аккомпанировал на фортепиано во время представления песни.
Телевизионное шоу MTV Unplugged вышло в эфир 20 мая 1992 года и имело заметный успех. На лейбл звукозаписи Columbia Records поступило множество просьб о выпуске кавер-версии «I’ll Be There» в качестве сингла, релиз которого на тот момент не был запланирован. Вскоре была создана укороченная версия для радиостанций (без диалога певицы со зрителями), которая была выпущена в коммерческую продажу. В США сингл «I’ll Be There» вышел совместно с песней «So Blessed» на второй стороне (B-side); в Великобритании сингл включал в себя песню «Vision of Love», спетую живьём, и альбомные версии «If It's Over» и «All in Your Mind».
Песня «I’ll Be There» получила две номинации на 35-я церемонии вручения премий «Грэмми» в категориях лучшее исполнение дуэтом или группой в стиле ритм-н-блюз и лучшая R&B песня, но проиграла песне «End of the Road» американской группы Boyz II Men. Музыкальный видеоклип был создан на основе съёмок концерта MTV Unplugged, режиссёром которого был Ларри Джордан.
Композиция «I’ll Be There» была включена в сборники лучших песен #1’s (1998), Greatest Hits (2001), The Ballads (2008), The Essential Mariah Carey (2011) и #1 to Infinity (2015).

### Список композиций
CD сингл
1. «I’ll Be There»
2. «So Blessed»

CD макси-сингл для Европы
1. «I’ll Be There»
2. «So Blessed»
3. «Vanishing»

CD макси-сингл для Великобритании
1. «I’ll Be There»
2. «Vision of Love» (live)
3. «If It's Over»
4. «All in Your Mind»

### Чарты и сертификации
| Название чарта (1992)                 | Место |
| ------------------------------------- | ----- |
| Австралия (ARIA)                      | 9     |
| Бельгия/Фландрия (Ultratop 50)        | 4     |
| The Record                            | 1     |
| European Hot 100 Singles              | 8     |
| Франция (SNEP)                        | 16    |
| GfK Entertainment                     | 33    |
| Ирландия (IRMA)                       | 3     |
| Нидерланды (Dutch Top 40)             | 1     |
| Нидерланды (Single Top 100)           | 1     |
| Новая Зеландия (Recorded Music NZ)    | 1     |
| Норвегия (VG-lista)                   | 10    |
| Швеция (Sverigetopplistan)            | 26    |
| Швейцария (Schweizer Hitparade)       | 20    |
| Великобритания (UK Singles Chart)     | 2     |
| США (Billboard Hot 100)               | 1     |
| США (Billboard Adult Contemporary)    | 1     |
| США (Billboard Hot R&B/Hip-Hop Songs) | 11    |

| Страна (чарт, 1992)                      | Место |
| ---------------------------------------- | ----- |
| Австралия (ARIA)                         | 37    |
| Бельгия (Ultratop 50 Flanders)           | 25    |
| Канада (RPM Adult Contemporary)          | 15    |
| Нидерланды (Dutch Top 40)                | 12    |
| Нидерланды (Single Top 100)              | 10    |
| Новая Зеландия (Recorded Music NZ)       | 5     |
| Великобритания (Official Charts Company) | 40    |
| США (Billboard Hot 100)                  | 16    |
| США (Billboard Adult Contemporary)       | 25    |

| Страна (название чарта, 1990—1999) | Место |
| ---------------------------------- | ----- |
| Канада (Nielsen SoundScan)         | 86    |
| США (Billboard Hot 100)            | 96    |

| Регион | Сертификация | Продажи |
| --- | ------------ | ------- |
| Австралия (ARIA) | Платиновый   | 70 000  |
| Новая Зеландия (RMNZ) | Золотой      | 5000*   |
| Великобритания | —            | 345,000 |
| США (RIAA) | Золотой      | 500 000 |
| * Данные о продажах приведены только на основе сертификации. · Данные о продажах + прослушиваниях приведены только на основе сертификации. |              |         |